# 雨降りお月さん
雨降りお月さん（あめふりおつきさん）は、野口雨情作詞、中山晋平作曲の日本の童謡。

## 概要
1925年（大正14年）の『コドモノクニ』正月臨時増刊号で楽譜付きで発表された。野口雨情は初め題名を『雨降りお月』としていたが、中山晋平のすすめで『雨降りお月さん』とした。
この曲は好評であったため、同年の『コドモノクニ』3月号では『雲の蔭』という続編が発表された。
両者はもともとは別の曲であり、中山晋平の付けたメロディも若干異なっている。
昭和に入ってレコードが普及し、この曲のレコード化されることになった際、『雨降りお月さん』だけでは短いので、中山晋平の提案により、『雲の蔭』と合わせてひとつの曲とすることとなった。このとき、野口雨情の最初の案を容れて、『雨降りお月さん』と『雲の蔭』とを合わせた曲の題名は、『雨降りお月』とされた。
1929年（昭和4年）に「雨降りお月」の曲名で佐藤千夜子が吹き込んだ。
戦後から1960年までにレコード売上は15万枚に達し、ロングヒットを続けている。
2007年（平成19年）には、文化庁と日本PTA全国協議会が選定した日本の歌百選にも選ばれている。
2019年（令和元年）、にいやなおゆき監督のアニメーション映画『乙姫二万年』の劇中歌として使用される（山口雅 編曲、よだまりえ 歌唱）。

## 佐藤千夜子のシングル
ビクターレコードから発売。レコード番号は50898で、レーベルには「新民謡 雨降りお月」と表記されている。
- 全曲、作詞：野口雨情、作曲：中山晋平

1. 雨降りお月 - 2分45秒[3]
2. 青い芒 - 2分47秒[4]

## 歌詞

### 1番（雨降りお月さん）
雨降りお月さん　雲の蔭
お嫁にゆくときゃ　誰とゆく
ひとりで傘（からかさ）　さしてゆく
傘（からかさ）ないときゃ　誰とゆく
シャラシャラ　シャンシャン　鈴付けた
お馬にゆられて　濡れてゆく

### 2番（雲の蔭）
いそがにゃお馬よ　夜が明けよ
手綱（たづな）の下から　ちょいと見たりゃ
お袖でお顔を　隠してる
お袖は濡れても　干しゃ乾く
雨降りお月さん　雲の蔭
お馬にゆられて　濡れてゆく